# Nienkerken

Höxter, Nienkerken, Siedlung und Kloster Corvey und Propstei tom Roden (um 1250)

Nienkerken (auch niederdeutsch: Niggenkerken,  Nigenkerken, Nyenkerken, Negenkerken, hochdeutsch: Neukirchen, lat. Nova ecclesia) bezeichnet eine 863 vom Kloster Corvey aus in der Nähe erbaute Kirche mit einem Kanonikerstift. Während in der Klosterschule Corvey Benediktinermönche ausgebildet wurden, bestand die Aufgabe der Stiftsschule Nienkerken darin, Weltgeistliche auszubilden. Nienkerken wurde im Zuge des starken Wachstums der Stadt Corvey im 12. und 13. Jahrhundert in diese eingeschlossen. Nach der vollständigen Zerstörung der Stadt Corvey durch Bürger der Stadt Höxter und Truppen des Bischofs von Paderborn im Juli 1265 zogen die Kanoniker in die Stadt Höxter.

## Geschichte
Abt Adalgar von Corvey ließ die neue Kirche zwischen Höxter und dem Kloster Corvey bauen. Sie wurde 863 geweiht. Daran angegliedert war ein Kanonikerstift, das ursprünglich eine Propstei von Corvey war. Geweiht war die Einrichtung dem Paulus. Dazu gehörte auch eine zeitweise bedeutende Schule, die sogar mit der von Corvey selbst wetteiferte. Insbesondere wurde dort griechisch gelehrt. Um das Jahr 1000 erfolgte die Translation von Reliquien der Liuttrud von Nienkerken ins Stift Essen.
Der zugehörige Besitz wurde vom Corveyschen Besitz abgetrennt. Das Kanonikerstift blieb Corvey untergeordnet. Der Konvent konnte zwar über die Aufnahme neuer Mitglieder entscheiden. Die Bestimmung des Propstes blieb aber Sache des Abtes von Corvey. Auch die Prozessionen, die an Feiertagen vom Stift zum Kloster zogen, zeigen die enge Verbundenheit beider Einrichtungen. Papst Hadrian IV. bestätigte die Rechte Corveys 1154.
Die ungeschützte Lage des Kanonikerstifts außerhalb des Klosterbezirks von Corvey führte dazu, dass Bischof Simon von Paderborn 1266 zum wiederholten Mal das Stift in die befestigte Stadt Höxter an die St. Peterkirche verlegte. Als Grund wurden räuberische Überfälle, der dadurch entstandene Verfall der Gottesdienste und die Verödung des Ortes genannt. Gemeint war damit der Zustand, den der Bischof im Juli 1265 durch die Zerstörung der Stadt Corvey selbst durch Teilnahme seiner Truppen hieran verursacht hatte. 
Der Bischof verpflichtete den Konvent, weiterhin Gottesdienste in der Stiftskirche abzuhalten, die gleichzeitig Pfarrkirche war. Aus der Sicht Corveys, das seit langem mit Paderborn im Streit um die geistliche Exemtion lag und dem mit der Zerstörung der Stadt Corvey ein Großteil seiner Existenzgrundlagen genommen worden war, mussten die bischöflichen Bestimmungen als weiterer Eingriff in eigene Rechte erscheinen. Auf Bestreben Corveys kehrte der Konvent möglicherweise 1284 noch einmal in die Wüstung nördlich des Weserbogens zurück. Kurze Zeit später jedoch kehrten die Kanoniker nach Höxter zurück. Sie verbündeten sich mit den Bürgern der Stadt gegen das Stift Corvey, obwohl sie – wie die Höxteraner – in weltlicher Betrachtungsweise dessen Untertanen waren.
Seit Anfang des 14. Jahrhunderts ist nur noch vom Kapitel St. Peter, nicht mehr aber von der Nova ecclesia die Rede. Im Jahr 1348 verzichtete Abt Theoderich auf die Rechte Corveys am Stift. Das Stift der Nienkerke ging im Peterstift weitgehend auf. Nach dem Verschwinden der Stadt Corvey verloren immer noch bewohnte Gebäude auf dem ehemaligen Gelände des Stifts Nienkerken im Mittelalter an Bedeutung. Das Stift wurde 1536 aufgehoben, wodurch das Gebiet unmittelbar nordwestlich des Weserbogens vollends zur Wüstung wurde.